# ساریتا جوشی
ساریتا جوشی (به انگلیسی: Sarita Joshi) (زاده ۱۷ اکتبر ۱۹۴۱) بازیگر هندی است.
از فیلم‌هایی که وی در آن نقش داشته‌است می‌توان به سیمبا، داسویدانیا، روحی و در انتظار تو اشاره کرد.